# Antimon-pentafluorid
Az antimon-pentafluorid egy szervetlen vegyület, képlete SbF5. Színtelen, szúrós szagú, viszkózus folyadék. Az antimon-pentafluorid  hidrogén-fluoridos (HF) oldatát tartják a legerősebb ismert savnak. E sav erőssége sokszorosa a kénsavénak  (úgynevezett szupersav).

## Előállítása
Az antimon-pentafluorid antimon-pentaklorid és száraz hidrogén-fluorid reakciójával állítható elő:
SbCl5 + 5 HF → SbF5 + 5 HCl
Valamint előállítható még antimon-trifluoridból és fluorból.

## Szerkezete és kémiai reakciók
Gáz halmazállapotban az antimon-pentafluorid trigonális kettős piramis alakú, középpontosan szimmetrikus szerkezetű. Az anyag szerkezete folyékony, illetve szilárd halmazállapotban már bonyolultabb. A folyékony fázisban az anyag polimer-elemekből áll, azaz egységekből épül fel, ahol minden egyes antimon oktaéderes szimmetriát mutat.

## Biztonsági megfontolások
Az anyag hevesen reagál sok vegyülettel, melynek során veszélyes hidrogén-fluorid szabadul fel. Maga a SbF5 maró hatású a bőrre.